# Чёрный Ястреб
Чёрный Ястреб (англ. Black Hawk) или Макатавимешекака (сок-фокс Mahkatêwe-meshi-kêhkêhkwa; 1767—1838) — военный вождь индейского племени сауков. Участвовал в Англо-американской войне 1812-1815 годов на стороне Британской империи, в 1832 году возглавил военные действия сауков и фоксов против США.

## Биография
Чёрный Ястреб родился весной 1767 года в деревне сауков, располагавшейся при устье реки Рок, притока Миссисипи (современный штат Иллинойс). Он происходил из знатного рода, его прадедушка был вождём. Хотя сам он никогда не был гражданским вождём племени, Чёрный Ястреб ещё в молодости проявил себя как прекрасный военный лидер и с того времени стал военачальником альянса племён сауков и фоксов.
Чёрный Ястреб всегда выступал против посягательств американского правительства на индейские земли. 3 ноября 1804 года вождь племени сауков Куашкуаме пошёл на сделку с американцами, согласившись уступить США племенные земли в Иллинойсе в обмен на ежегодные выплаты компенсации. Чёрный Ястреб отказался признать эту сделку и принял участие в нападениях на американцев поблизости недавно построенного Форт-Мадисона (современный штат Айова).
В Англо-американской войне 1812—1815 годов представители многих индейских племён выступили на стороне Британской империи. Чёрный Ястреб с отрядом из 200 воинов сауков принимал участие в военных действиях вместе с британцами и индейцами Текумсе. Война завершилась подписанием мира, восстановившего довоенный статус-кво.
Когда в 1828 году племена сауков и фоксов по условиям договора 1804 года покинули свои земли в Иллинойсе и отправились на запад, за Миссисипи, — Чёрный Ястреб вновь возглавил несколько набегов на американцев. В апреле 1832 года он, заручившись обещанием помощи со стороны других племён и британцев, повёл 1500 своих людей, в том числе 500 воинов, из Айовы в Иллинойс, стремясь отстоять земли своего народа. Но обещанной поддержки Чёрный Ястреб не получил и попытался вернуться в Айову, однако произошло несколько сражений с волонтёрами Иллинойса. Со стороны американцев последовала мобилизация ополчения в Мичигане и Иллинойсе. Конфликт приобрёл широкий размах и вошёл в историю как Война Чёрного Ястреба.
Чёрный Ястреб стал уводить своих людей через Висконсин к реке Миссисипи, но 1 августа 1832 года у реки Бэд-Экс его настигли превосходящие силы американцев и их индейских союзников, усиленные канонерской лодкой Warrior. Чёрный Ястреб попытался сдаться и вывесил белый флаг, однако с лодки по индейцам был открыт огонь. Столкновение длилось два дня и завершилось полным разгромом сауков, большинство из которых было убито или захвачено в плен, причём среди убитых были женщины и дети. Немногим удалось бежать, потери среди американцев были незначительны. Это сражение положило конец Войне Чёрного Ястреба, сам он был взят в плен.
Чёрный Ястреб вместе с другими вождями племён, участвовавших в войне, встречался с президентом Джексоном, затем был помещён в тюрьму в Виргинии, где пробыл всего несколько недель. Затем пленников возили по американским городам, где собирались большие толпы желающих на них посмотреть. Во время нахождения в плену Чёрный Ястреб рассказал историю своей жизни американскому чиновнику Энтони Леклеру (Antoine LeClaire), его автобиография была издана в 1833 году. Книга, став первой индейской биографией, изданной в США, вызвала значительный интерес среди читателей. В 1833 году Чёрный Ястреб был освобождён и доставлен в Айову, где мирно жил до своей смерти в 1838 году.

## Интересные факты
- Профессиональный хоккейный клуб НХЛ «Чикаго Блэкхокс» был косвенно назван в честь Чёрного Ястреба. Первый владелец клуба Фредерик Маклафлин во время Первой мировой войны служил в одном из полков 86-й пехотной дивизии, прозванной в честь индейского вождя (англ. Black Hawk Division). Маклафлин назвал хоккейный клуб в честь своей военной части[6].

- Вертолёт Sikorsky UH-60 Black Hawk также назван в честь Чёрного Ястреба.